# Zentralmessepalast

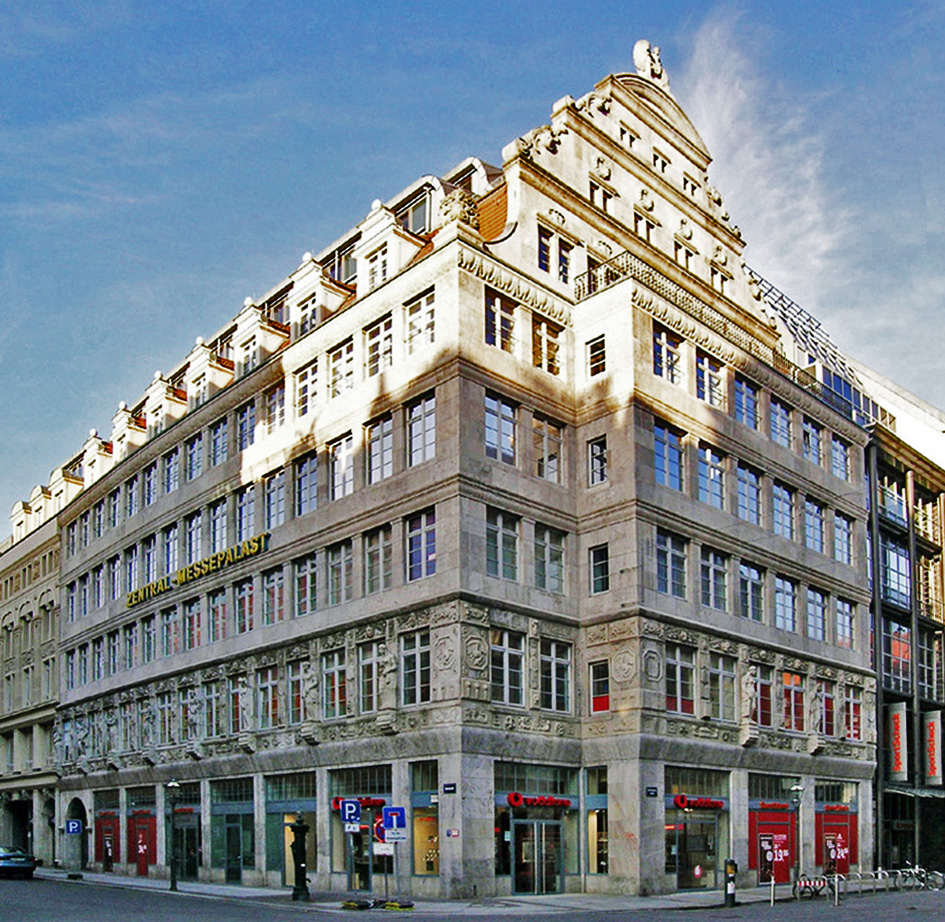
Der Zentralmessepalast (2006)

Der Zentralmessepalast (auch Zentral-Messepalast oder Zentral-Messpalast) ist ein Geschäftshaus in Leipzig. Das ehemalige Messehaus bildet die Ecke Grimmaische Straße/Neumarkt. Seine Fassade steht unter Denkmalschutz.

## Geschichte
Der Zentralmessepalast wurde in den Jahren von 1912 bis 1914 errichtet und zur Frühjahrsmesse 1914 eröffnet. Bauherr und Architekt zugleich war Emil Franz Hänsel (1870–1943), der diese Funktionen bereits beim Bau von Specks Hof innehatte. Der opulente Bauschmuck am Zentralmessepalast stammt aus der Werkstatt des Leipziger Bildhauers Bruno Wollstädter (1878–1940). 1926 erwarb Hänsel das Messehaus Monopol auf dem übernächsten Grundstück in der Grimmaischen Straße und verband es unter Aussparung des Zwischengrundstücks im hinteren Teil mit dem Zentralmessepalast.

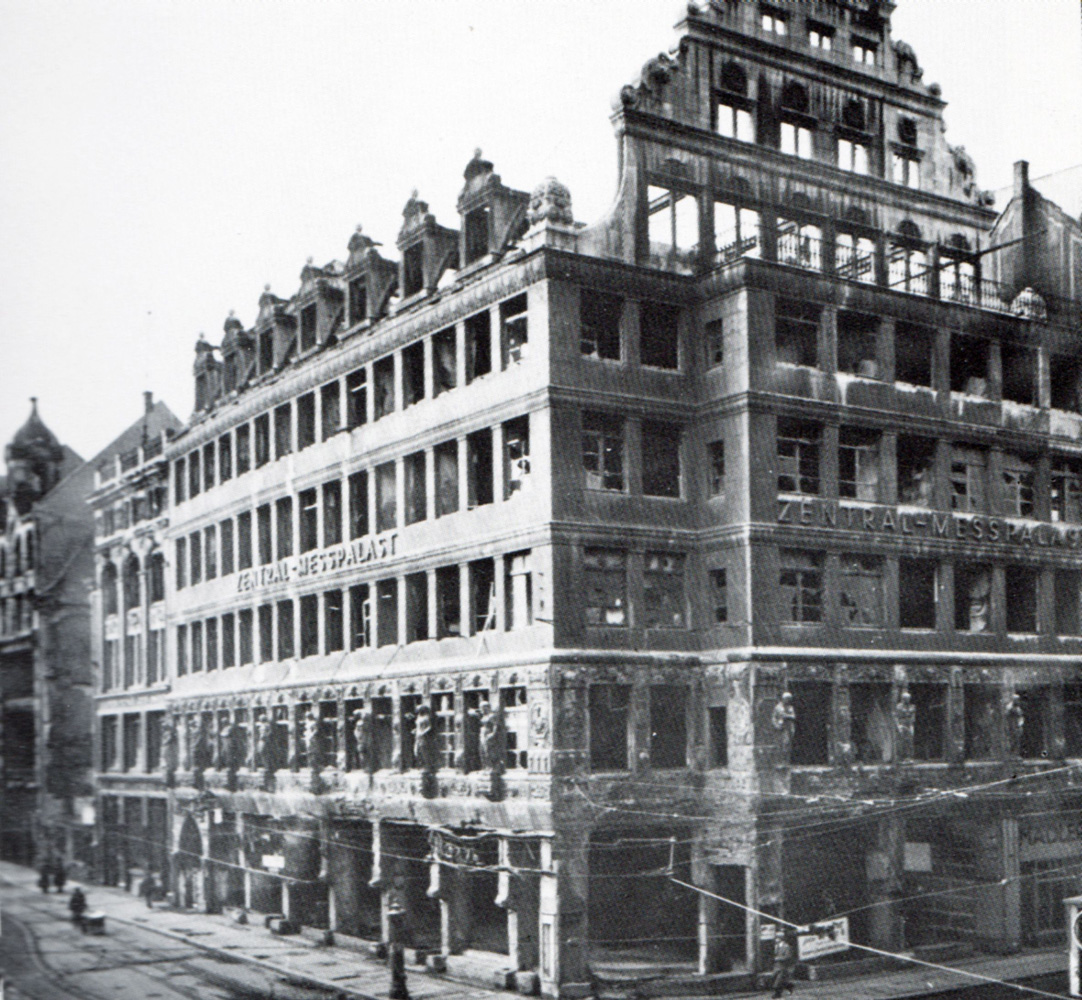
Das ausgebrannte Haus 1945

Im Zweiten Weltkrieg brannte der Zentralmessepalast beim Luftangriff am 4. Dezember 1943 völlig aus, konnte aber als Messehaus bereits 1946/47 wieder eröffnet werden. Auf 4700 m² Ausstellungsfläche wurden Bürobedarf, Verpackungsmaterial, Papier- und Druckerzeugnisse angeboten.
Bei einer komplexen Dach- und Fassadeninstandsetzung 1961/1962 wurde der Zustand von 1914 annähernd wiederhergestellt. Ab 1968 bis Anfang der 1990er Jahre befand sich im Gebäude vom Neumarkt aus das Café Corso und mit Eingang an der Ecke ein Ladengeschäft des Verlags für die Frau. 1981 wurden der Zentralmessepalast und das ehemalige Messehaus Monopol straßenseitig durch einen Neubau verbunden.
Ab 1991 gehörte der Zentralmessepalast zum Leipziger Immobilienbesitz des Bauunternehmers Jürgen Schneider. Nach dessen Insolvenz erwarb ihn die DePfa Deutsche Bau- und Boden Bank AG. Nach Zukauf der benachbarten Grundstücke wurden die Gebäude von 1996 bis 1998 bis auf die denkmalgeschützten Fassaden vollständig entkernt und neu errichtet. Die straßenseitigen Lücken zwischen den historischen Fassaden wurden mit modernen Glasfassaden geschlossen. Der Gebäudekomplex reicht nun von der Grimmaischen Straße 6 bis zum Neumarkt 10. In der Grimmaischen Straße 6 befindet sich seit 1999 das Zeitgeschichtliche Forum mit Wolfgang Mattheuers Plastik Jahrhundertschritt vor dem Eingang und in der Nummer 8 seit dem gleichen Jahr ein Sportgeschäft des Handelsunternehmens SportScheck, mit 3000 m² das größte in den neuen Bundesländern und einer 13 Meter hohen Indoor-Kletterwand.

## Architektur
Der Gesamtkomplex des Zentralmessepalasts ist eine fünfgeschossige Dreiflügelanlage mit einem runden Lichthof von etwa 14 Meter Durchmesser.

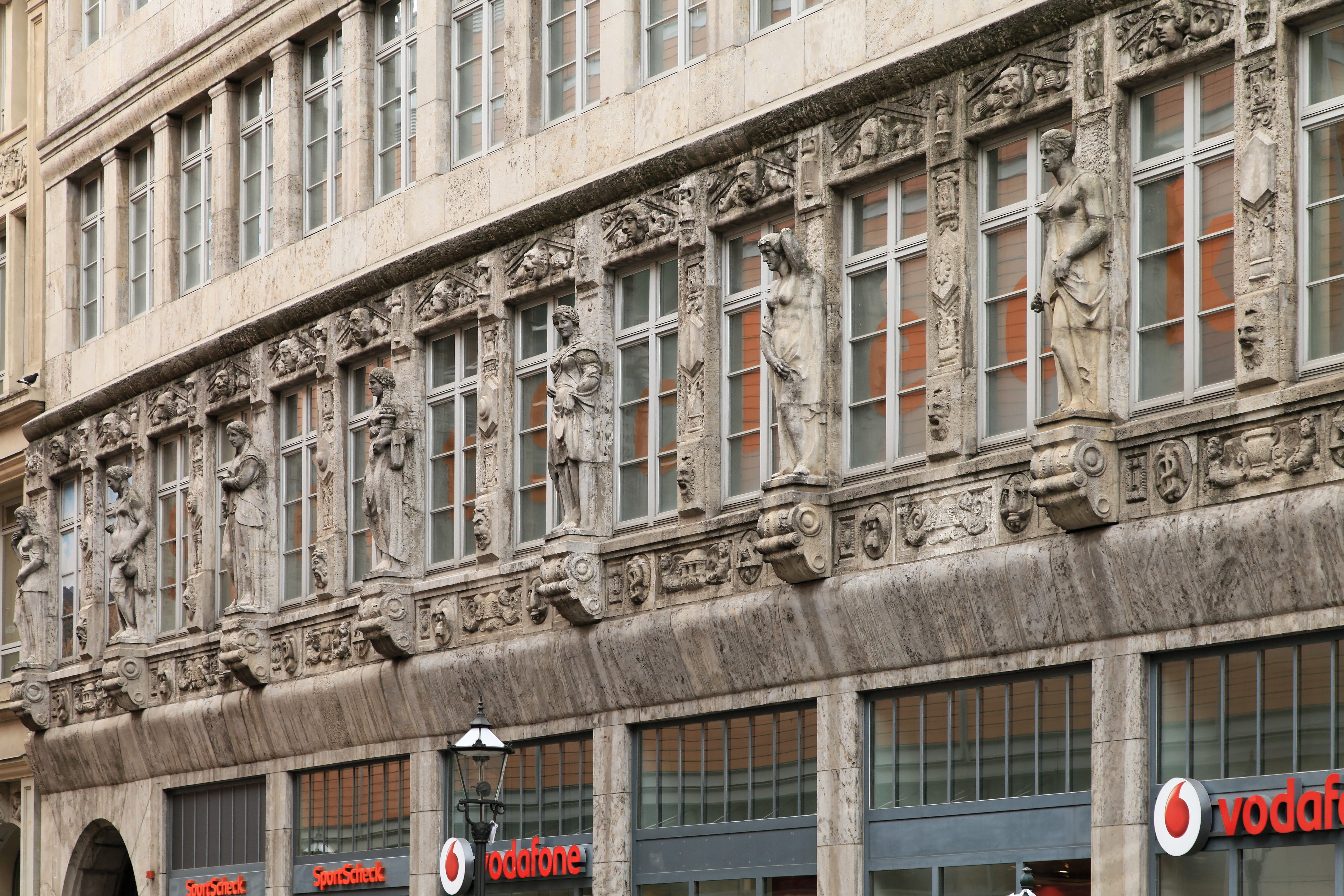
Bauplastischer Schmuck am ersten Obergeschoss

Das historische Hänselsche Gebäude ist ein Stahlbetonbau mit einer horizontal betonten Fassade aus Würzburger Muschelkalk. 15 Fensterachsen weisen zum Neumarkt, 8 zur Grimmaischen Straße, wobei die rechten 6 leicht hervortreten und darüber einen Balkon bilden.
Im Bereich des ersten Obergeschosses findet sich reichlich figürlicher und ornamentaler Schmuck.
Der an die Leipziger Renaissance-Bautradition erinnernde dreistöckige Volutengiebel trägt auf seinem runden Abschluss  einen Löwen, das Wappentier der Stadt, auf dem ein Putto reitet.